# Mike Caffey
Michael Anthony Caffey, detto Mike (Riverside, 17 febbraio 1993), è un cestista statunitense, professionista in Europa.

## Palmarès
- Campionato macedone: 1

MZT Skopje: 2022-2023
- Coppa di Romania: 1

CSO Voluntari: 2025